# 大卫·G·帕金斯
大卫·杰拉德·帕金斯 （英語：David Gerard Perkins，1957年11月12日—），美国陆军上将， 现任美国陆军训练与条令司令部司令。帕金斯曾任美国陆军联合兵种中心司令，美国陆军第4步兵师师长等职，于2014年3月14日任现职。